# Свято-Пантелеймонівський храм (Харків)
 Свято-Пантелеймонівський храм — церква в місті Харків, Харківська область, освячена 27 липня 1885 року. Розташована в центрі міста біля джерела святого Пантелеймона за адресою: вулиця Клочківська, 94.
Головне свято храму: 9 серпня — на честь святого великомученика і цілителя Пантелеймона.

## Історія
Перші камені до фундаменту храму були закладені в червні 1882 року, будівельні роботи в основному закінчені в 1883 році, оздоблювальні роботи — у 1885. Дерев'яний позолочений престол виконаний харківським майстром А. Н. Бурлаковим. Розписи та ікони — роботи М. Ф. Плотникова, вчителя малювання Харківської гімназії.
У 1922 році храм був закритий. Під час Другої світової війни богослужіння поновилися, але вже в 1961 році храм закрили знову. Повернутий віруючим у 1989 році.